# Andrzej Wiśniewski
Pour les articles homonymes, voir Wiśniewski.
Andrzej Wiśniewski, né le 13 janvier 1956 à Giżycko et mort le 3 avril 2022, est un entraîneur de football polonais. 

## Biographie

### Une carrière d'entraîneur marquée par les échecs
Entraîneur chez les équipes de jeunes du Polonia Varsovie, Andrzej Wiśniewski entre dans le monde professionnel en 1999 en devenant l'adjoint de Dariusz Wdowczyk. Après avoir occupé le même poste à Plock, il prend les manettes du club, descendu en deuxième division, en mai 2001. Cependant, confronté aux ambitions de remontée immédiate, Wiśniewski est démis de ses fonctions quelques mois plus tard après plusieurs défaites. La fédération palestinienne prend alors contact avec lui, et le Polonais accepte de devenir le sélectionneur de l'équipe principale en 2002. Il fait ses débuts avec la Palestine lors du championnat d'Asie de l'Ouest en Syrie. Battu deux fois et dernier de son groupe, Wiśniewski est limogé aussitôt.
Il enchaîne alors les expériences avec des petits clubs polonais, sans succès. En avril 2006, il signe un contrat au Polonia Varsovie, qui l'appelle pour préparer la saison suivante, l'équipe étant déjà sure d'être reléguée. Mais là aussi, il ne parvient pas à mener ses hommes vers la victoire, et est débarqué dès le mois d'août. L'année suivante, il trouve un poste à l'Unia Janikowo, avant-dernier de son championnat. Wiśniewski réussit à faire remonter son équipe d'une place au classement, synonyme de barrage de relégation. Mais contre le Warta Poznań, l'Unia est battu sur les deux manches   à cause de la règle des buts marqués à l'extérieur, et descend en troisième division. Licencié, l'entraîneur reprend du service en 2008 au KSZO Ostrowiec Świętokrzyski, pendant seulement six mois.
En 2010, il est condamné par la justice à un an et huit mois de prison avec sursis pour son implication dans une affaire de matches truqués, alors qu'il était entraîneur de l'Unia Janikowo, ainsi qu'à quatre ans d'interdiction de toute fonction sportive.